# Tipi da spiaggia
Tipi da spiaggia è un film del 1959 diretto da Mario Mattoli.

## Trama
Quattro amici italiani: Nick, Giorgio, Merigo e Pasubio si occupano di teatro e si trasferiscono d'estate a Taormina per mettere in scena una serie di spettacoli. Ma non sono lì solo per far divertire la gente, infatti il loro direttore ha speso una gran somma per organizzare tutto e per riavere i soldi e guadagnarne altre migliaia ha ordinato che uno dei quattro riesca ad abbordare e sposare Barbara Patton. Essa è una miliardaria che va in vacanza in Sicilia tutti gli anni, così Giorgio, Nick e gli altri si danno da fare. Ma non hanno fatto i conti con le dipendenti dell'istituto di bellezza di Taormina le quali, dato che Barbara ha dichiarato la chiusura di ogni sua proprietà se prenderà marito, si recano nella vecchia città greca per impedire le nozze. Intanto i quattro amici le tentano tutte: fanno travestire mille volte il povero Pasubio che s'improvvisa conte, barone e corridore sportivo, ma Barbara se ne infischia e sposa un pastore protestante. Tuttavia i quattro attori teatrali non si danno per vinti infatti Pasubio, nelle vesti di uno dei suoi svariati personaggi, partecipa ad una gara vincendo un milione, così può tornarsene tranquillamente con gli altri tre e le fidanzate a Roma.